# Romain Détraz
Romain Détraz (ur. 21 grudnia 1993) – szwajcarski narciarz dowolny, specjalizujący się w skicrossie. Nie startował na igrzyskach olimpijskich ani mistrzostwach świata. W zawodach Pucharu Świata zadebiutował 5 grudnia 2015 roku w Montafon, zajmując 53. miejsce w skicrossie. Pierwsze pucharowe punkty wywalczył 17 stycznia 2016 roku w Watles, zajmując 24. miejsce. Na podium zawodów tego cyklu po raz pierwszy stanął 13 grudnia 2016 roku w Arosie, zwyciężając w tej samej konkurencji. W zawodach tych wyprzedził Kanadyjczyka Brady'ego Lemana i Francuza Jeana Frédérica Chapuisa.

## Osiągnięcia

### Puchar Świata

#### Miejsca w klasyfikacji generalnej
- sezon 2015/2016: 244.
- sezon 2016/2017: 121.
- sezon 2017/2018: 159.
- sezon 2018/2019: 48.

#### Miejsca na podium w zawodach
1. Arosa – 13 grudnia 2016 (skicross) – 1. miejsce
2. Idre – 20 stycznia 2019 (skicross) – 3. miejsce
3. Feldberg – 17 lutego 2019 (skicross) – 2. miejsce